# Conus artoptus
Conus artoptus е вид охлюв от семейство Conidae. Видът не е застрашен от изчезване.

## Разпространение
Разпространен е в Австралия (Куинсланд), Вануату, Индонезия, Нова Каледония, Папуа Нова Гвинея и Соломонови острови.